# Armoriale degli arcivescovi di Milano
Questa pagina contiene le armi (stemma e blasonatura) degli arcivescovi di Milano. L'esistenza di stemmi anteriori al XIV secolo non è accertata.
|  |

|  |

|  |

|  |

|  |

|  |

|  |